# Næstved Museum
Næstved Museum er et kulturhistorisk museum i Næstved på Sydsjælland. Museet har hjemme i et af byens historiske huse, Helligåndshuset. I Helligåndshuset findes en historisk udstilling delt i oldtid, vikingetid og middelalder. Der er også en mindre udstilling om militæret i Næstved heriblandt dragoner og gardehusarer.
Indtil udgangen af 2018 havde museet også en afdeling i Boderne, hvor der udstilledes dansk keramik, særligt fra Kähler Keramik og Holmegaard Glasværk. Disse samlinger bliver pakket sammen, og taget med til Holmegaard Værk, som åbner i påsken 2020.
Næstved Museum blev grundlagt i 1917, hvor man lejede lokaler i Næstved gamle Rådhus. Man holdt til her frem til 1927, hvor museet blev indrettet i Helligåndshuset.
I dag er det er en del af fusionsmuseet Museum Sydøstdanmark, der bl.a. også tæller Danmarks Borgcenter i Vordingborg, Køge Museum og Møns Museum.